# A magyar nyelv szóvégmutató szótára
A magyar nyelv szóvégmutató szótára (röviden VégSz.; a nyelvészeti zsargonban: rímszótár) az 1959–1962 között kiadott A magyar nyelv értelmező szótára 58 323 címszavát sorolja fel a végük szerint rendezve. (Utolsó címszava például az ajakrúzs, mivel zs-re végződik, és a megelőző utolsó betűje is az ábécé végén lévő ú.) Az egyes szavakhoz kódolt formában részletes lexikográfiai ismereteket is nyújt, a függelék pedig különféle statisztikai adatokkal szolgál.
A kötet azért született, mert a magyarban a szóvég sok esetben összefügg a szófajjal és a ragozási típussal, s ez a fajta rendezés lehetővé teszi a szavak hasonló végződés (ill. képző) szerinti áttekintését, az egyes típusok elterjedtségének felmérését és sok más olyan kutatást, amelyre a korábbi szótárak nem adtak lehetőséget.
A Papp Ferenc által szerkesztett munka először 1969-ben jelent meg, majd 1994-ben, az előbbi változatlan utánnyomásaként (ISBN 963-05-6732-6), mindkétszer az Akadémiai Kiadónál. (Jelen szócikk az 1994-es kiadáson alapul.)

## Tartalma
A kötet 591 oldala az alábbi részekre tagolódik:
- Bevezetés (18 oldal)
  - A munka célja, jellege, elkészítésének módja
  - A szótári részben található információk
  - A kódolás alapelvei; a VégSz. kódjainak viszonya az ÉrtSz.-éihoz
  - Hogyan használjuk a szótári részt
  - A Függelékről
- Introduction (a fenti bevezető teljes anyaga angolul, 19 oldal)
  - Typical sound equivalents of the Roman characters used in Hungarian writing (2 oldal)
- Szótári rész (491 oldal)
- Függelék (53 oldal)
  - Szóvégek
    - Szóvégi fonémák
    - Szóvégi magánhangzók I.
    - Szóvégi magánhangzók II.
    - Szóvégi magánhangzók III.
    - Szóvégi digrammák
    - Szóvégi trigrammák
    - Leggyakoribb szóvégi tetragrammák

  - Hosszúság szerinti eloszlás
  - Jelentésszám szerinti eloszlás

## Mutatványés magyarázat
| \| \| A \| B \| C \| D \| E \| F \| G \| \| a1 \| 1 \| 2 \| 1 \| 03 \| 03 \| 02 \| \| \| a2 \| 1 \| 2 \| 1 \| 03 \| 03 \| 02 \| \| \| a3 \| 1 \| 522 \| \| 00 \| 00 \| 00 \| \| \| a4 \| 1 \| 10 \| \| 00 \| 00 \| 00 \| \| \| a5 \| 1 \| 10 \| \| 00 \| 00 \| 00 \| \| \| baba \| 1 \| 2 \| 2 \| 03 \| 03 \| 02 \| \| \| próbababa \| 2 \| 2 \| 2 \| 03 \| 03 \| 02 \| \| \| fababa \| 2 \| 2 \| 2 \| 03 \| 03 \| 02 \| \| \| … \| \| \| \| \| \| \| \| \| játékbaba \| 2 \| 2 \| 2 \| 03 \| 03 \| 02 \| 2 \| \| alvóbaba \| 2 \| 2 \| 2 \| 03 \| 03 \| 02 \| 2 \| \| … \| \| \| \| \| \| \| \| \| felibe-harmadába \| 2 \| 6 \| \| 00 \| 00 \| 00 \| 9 \| \| hiába \| 1 \| 6 \| \| 00 \| 00 \| 00 \| 9 \| | Az értelmező szótár szerint az a öt jelentése a következő: (1) a hang és az ezt jelölő betű maga; (2) a zenei hang jele; (3) a határozott névelő egyik alakja; (4) népnyelvben a ’bizony’ kifejezése, ill. távolra mutatás; (5) bosszúság, rosszallás, esetleg csodálkozás kifejezése. A kódok magyarázata: - Az A oszlop az összetettséget jelöli, ahol 1 = 1 tő, 2 = 2 tő stb., 6-tól pedig az igekötős szavak kódjai következnek. - A B oszlop a szófajt kódolja: a 2-es a főnév, az 5-ös a névszó, az 6-os a határozószó, a 10-es az indulatszó, a 22-es pedig a névelő (a több szám a többszófajúság jelölése). - A C oszlop a tőtípust jelzi: az 1-es a hajó, ház típust követi (változatlan tő), a 2-es pedig az alma, epe típust (hangzónyúlás). - A D–E–F oszlopok a tipikus ragokról és a hangrendről tájékoztatnak: főneveknél a tárgyeset ragját, a többes szám jelét és a birtokos személyjelet adják meg, mellékneveknél a határozóragot (‑képzőt) és a középfok jelét. Főneveknél például a 03 02 kódok a t, k és ja végződést kódolják (babát, babák, babája). – Igék esetén más rendszer van érvényben, s itt a kódokból a vonzata is kitűnik. - A G oszlop a szó belsejében vagy végén lévő képzőket mutatja: 2 esetén a szó közepén van egy képző, a 9 pedig a ’nem valódi képző és egyéb’ jele. |     |   |    |    |    |   |
| | A | B   | C | D  | E  | F  | G |
| a1 | 1 | 2   | 1 | 03 | 03 | 02 |   |
| a2 | 1 | 2   | 1 | 03 | 03 | 02 |   |
| a3 | 1 | 522 |   | 00 | 00 | 00 |   |
| a4 | 1 | 10  |   | 00 | 00 | 00 |   |
| a5 | 1 | 10  |   | 00 | 00 | 00 |   |
| baba | 1 | 2   | 2 | 03 | 03 | 02 |   |
| próbababa | 2 | 2   | 2 | 03 | 03 | 02 |   |
| fababa | 2 | 2   | 2 | 03 | 03 | 02 |   |
| … | |     |   |    |    |    |   |
| játékbaba | 2 | 2   | 2 | 03 | 03 | 02 | 2 |
| alvóbaba | 2 | 2   | 2 | 03 | 03 | 02 | 2 |
| … | |     |   |    |    |    |   |
| felibe-harmadába | 2 | 6   |   | 00 | 00 | 00 | 9 |
| hiába | 1 | 6   |   | 00 | 00 | 00 | 9 |